# Gaj (województwo małopolskie)
Gaj – wieś w Polsce, położona w województwie małopolskim, w powiecie krakowskim, w gminie Mogilany.
Przez miejscowość przechodzi DK 7(fragment międzynarodowej trasy E77), stanowiąca na tym odcinku część Zakopianki.

## Nazwa
Nazwa Gaj wywodzi się od gaju – staropolskiej nazwy małego liściastego lasu, która pierwotnie oznaczała wydzieloną część lasu lub mały odosobniony zalesiony obszar używany do celów kultowych. Gaj pełnił wśród Słowian podobne funkcje jak w innych kulturach pogańskich .

## Części wsi
Części wsi: Brzyczyna, Gaik, Kotarbówki, Pod Górą, Podlesie, Przymiarki, Psiepole, Psina, Rudawa, Wzgórze, Zadziela, Za Lasem, Zimnucha.

## Historia
Nazwa notowana po raz pierwszy w spisanych po łacinie dokumentach z XIV wieku w latach 1325–1327 jako de Gay.
Na początku 1801 roku Gaj wraz z Brzyczyną Górną został wykupiony przez Andrzeja Bema, ojca generała Józefa Bema. Rodzina Bemów zamieszkała w Krakowie, ale w Gaju młody Józef Bem spędzał co roku wakacje.
W latach 1975–1998 w województwie krakowskim.

## Zabytki
Obiekt wpisany do rejestru zabytków nieruchomych województwa małopolskiego.
- Kościół parafialny pw. Narodzenia Najświętszej Maryi Panny, spichlerz plebański, park ze stawem.

## Turystyka
Przez Gaj przechodzi zielony szlak turystyczny:  Szlak Generała Józefa Bema: Borek Fałęcki (Kraków) – Kobierzyn – Sidzina – Libertów – Gaj – Mogilany – Las Bronaczowa – Radziszów (stacja kolejowa)

## Galeria

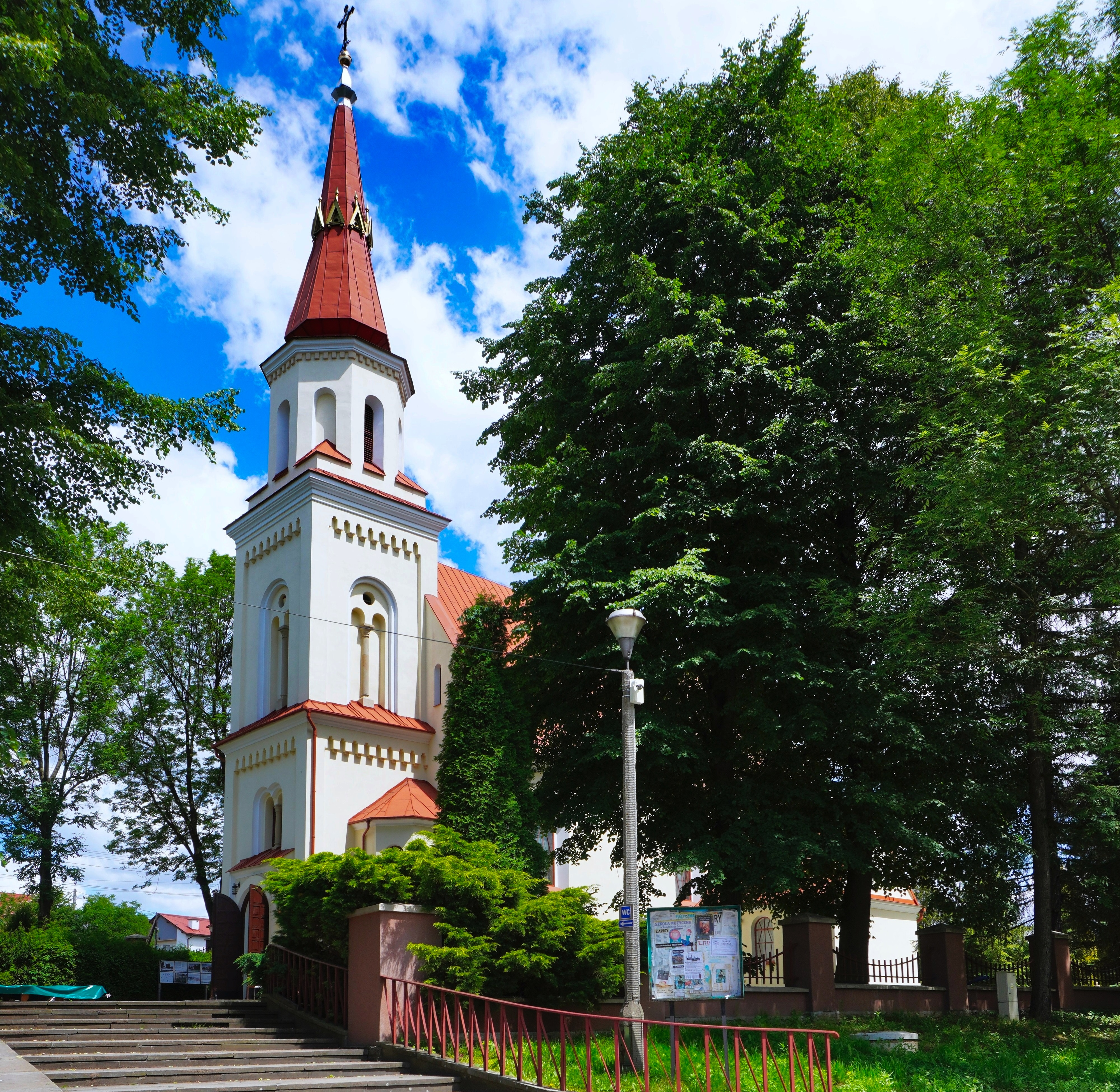
Kościół Narodzenia Najświętszej Maryi Panny w Gaju
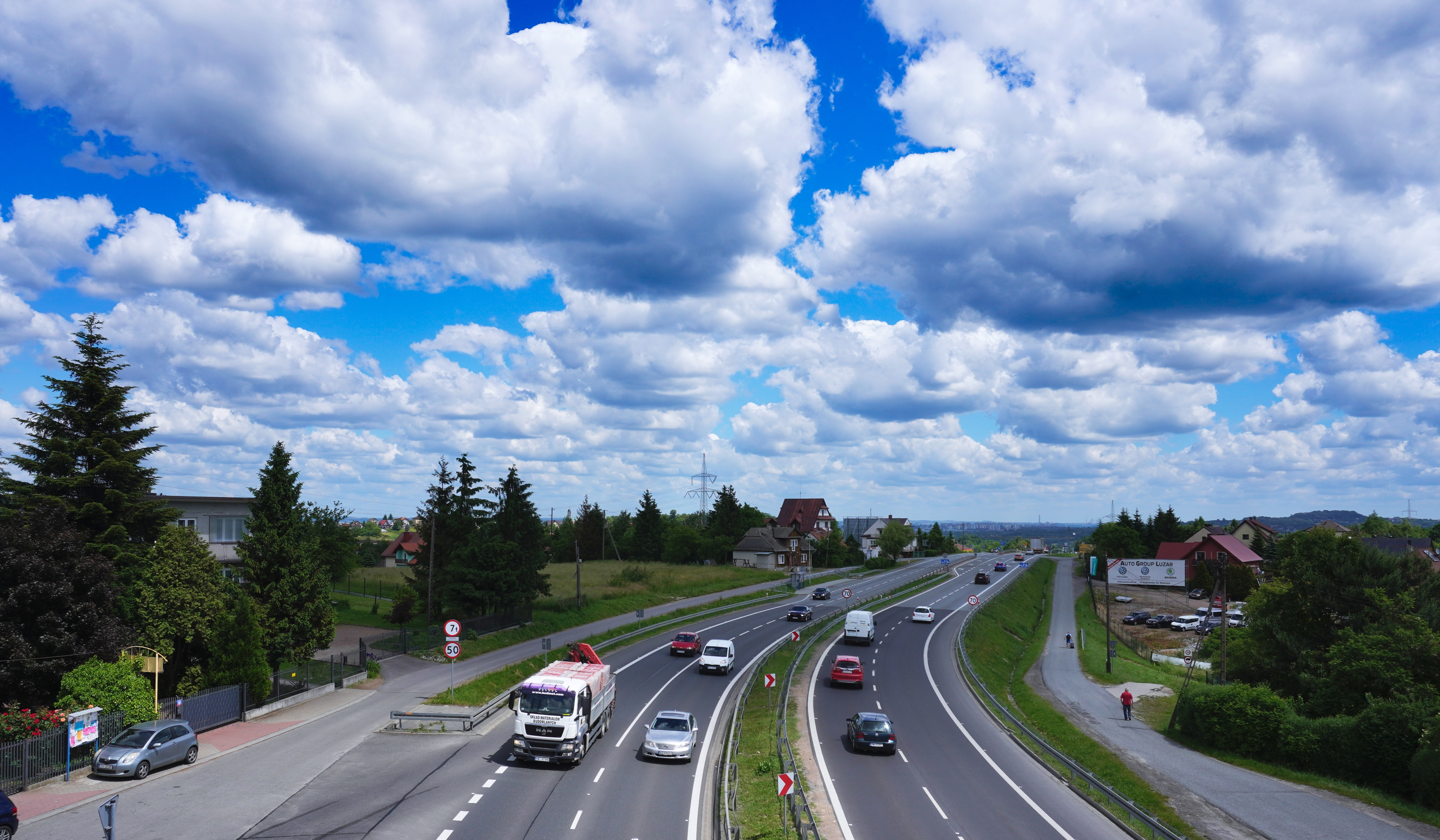
Zabudowania miejscowości wzdłuż Zakopianki (DK 7), widok w kierunku północno-wschodnim z kładki dla pieszych nad drogą, na osi trasy widoczny Kraków
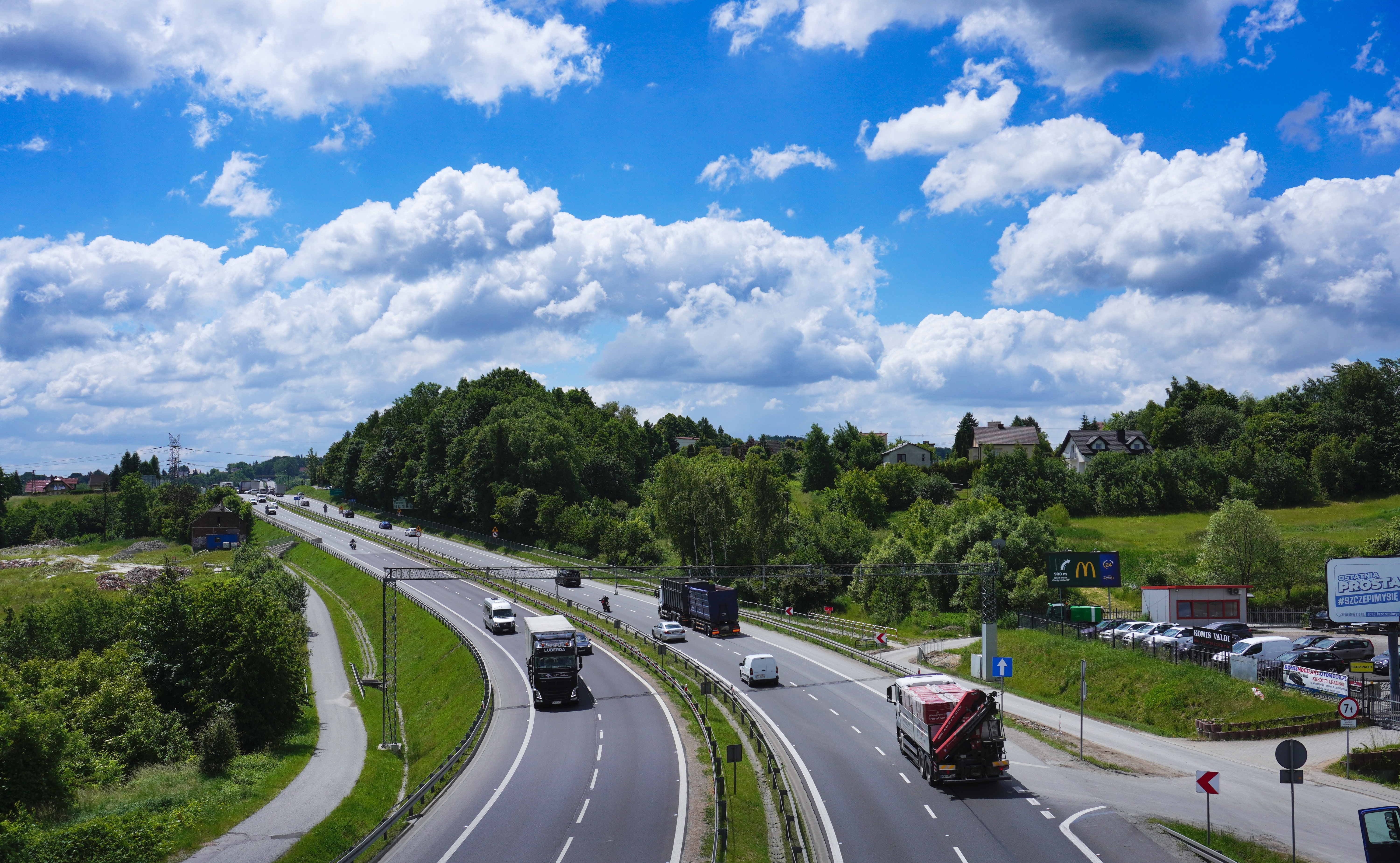
Zabudowania miejscowości wzdłuż Zakopianki (DK 7), widok w kierunku południowym z kładki dla pieszych nad drogą